# 莫洛 (上莱茵省)
莫洛（法語：Mollau，法語發音：[mɔlo] ⓘ 或 [mɔlau]）是法国上莱茵省的一个市镇，属于坦恩-盖布维莱尔区。

## 地理
莫洛（47°52'14"N, 6°58'23"E）面积8.82 平方千米，位于法国大東部大區上莱茵省，该省份为法国东部内陆省份，是阿尔萨斯的一部分，今与下莱茵省组成了阿尔萨斯欧洲集体，其北临下莱茵省，西接孚日省，西南接贝尔福地区省，东侧沿莱茵河与德国相望，南与瑞士接壤。
与莫洛接壤的市镇（或旧市镇、城区）包括：于瑟朗韦塞尔兰、里姆巴克普雷马瑟沃、米察克。
莫洛的时区为UTC+01:00、UTC+02:00（夏令时）。

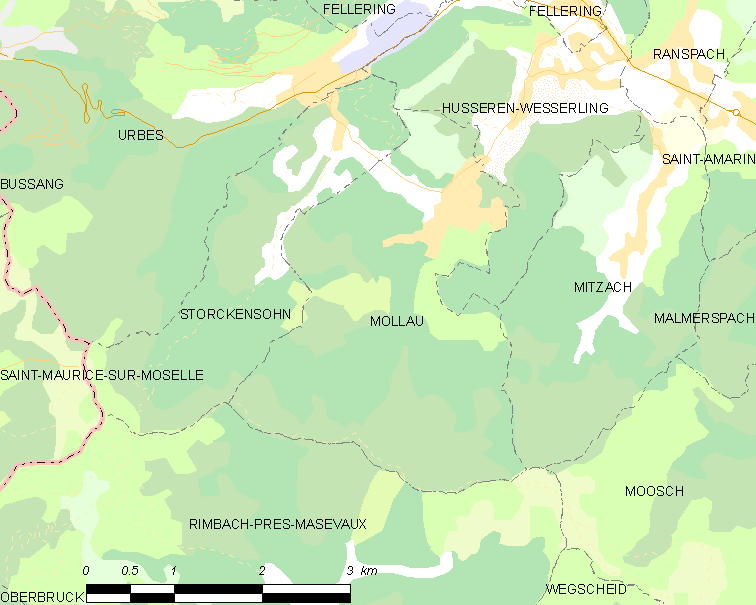
莫洛的OSM定位图

## 行政
莫洛的邮政编码为68470，INSEE市镇编码为68213。

## 政治
莫洛所属的省级选区为塞尔奈县。

## 人口

1962-2008年间莫洛人口变化图示

莫洛于2022年1月1日时的人口数量为334人。